# قنبري
القُنْبَري أو القُبَّرِيَّة (الاسم العلمي: Corydalis)، جنس نباتات عشبية حولية معمرة من فُصيلة الشاهترجية وفصيلة الخشخاشية. تضم حوالي 470 نوعًا، موطنها في نصف الكرة الشمالي المعتدل والجبال العالية في شرق أفريقيا الاستوائية. ومركز تنوعها في الصين وجبال الهيمالايا، حيث تحتوي على 357 نوعًا على الأقل في الصين.